# Pupario

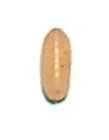
Pupario di mosca dell'olivo

Il pupario è un involucro protettivo all'interno del quale si svolge la metamorfosi di alcuni Insetti Endopterigoti allo stadio di pupa. A differenza del bozzolo, involucro costruito all'uopo con l'emissione e la tessitura di fili sericei, il pupario è realizzato con la trasformazione più o meno profonda di materiali di varia natura, non necessariamente prodotti dall'insetto.

## Funzioni
La pupa è uno stadio giovanile quiescente, nel corso della quale la struttura morfologica e anatomica dell'insetto subisce radicali trasformazioni. In questa fase l'insetto non si nutre ed è immobile, pertanto è facilmente esposto e vulnerabile a qualsiasi condizione ambientale avversa. Non potendo ripararsi al mutare delle condizioni ambientali, molti insetti hanno pertanto sviluppato meccanismi di protezione soprattutto dall'evaporazione. Questo comportamento si riscontra in molti Lepidotteri, con la costruzione del bozzolo, e in molti Ditteri con la costruzione di un pupario.

## Ditteri

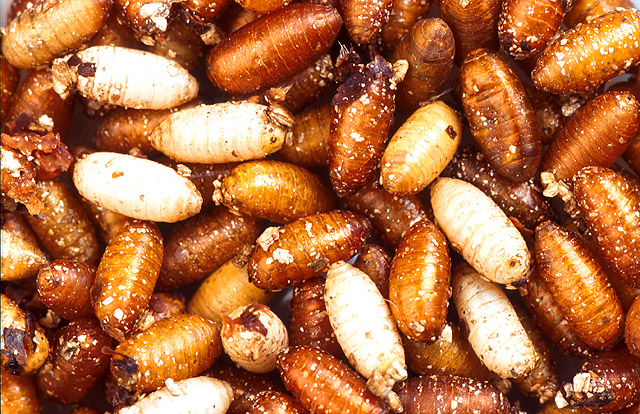
Pupari di Mosca mediterranea della frutta

Nella sua forma più conosciuta, il pupario è presente nei Ditteri Brachiceri Ciclorrafi e deriva dalla trasformazione biochimica dell'exuvia della larva matura. La trasformazione si manifesta con un cambiamento di colore, l'indurimento e l'assunzione di una forma specifica. La forma è quella di un barilotto o di un ellissoide, in generale allungato e arrotondato ai margini.
Lo sfarfallamento ha luogo in corrispondenza di uno dei poli attraverso un'apertura circolare o ellittica più o meno regolare. Negli Schizofori questa apertura è regolare ed è realizzata per mezzo di una pressione interna causata dal rigonfiamento di una vescicola frontale dell'adulto detta ptilinum.